# Ferdinando Maria de Rossi
Ferdinando Maria kardinal de Rossi, italijanski rimskokatoliški duhovnik, škof in kardinal, * 3. avgust 1696, Cortona, † 4. februar 1775.

## Življenjepis
30. marca 1739 je prejel duhovniško posvečenje. 20. julija je bil imenovan za naslovnega nadškofa Tarsusa in 2. avgusta 1739 pa je prejel škofovsko posvečenje.
24. septembra 1759 je bil povzdignjen v kardinala in imenovan za kardinal-duhovnika S. Silvestro in Capite. 28. septembra istega leta je bil imenovan še za prefekta Rimske kurije.
14. decembra 1767 je bil imenovan še za kardinal-duhovnika S. Cecilia.